# Октябрьское (Костанайский район)
Октябрьское (каз. Октябрь) — село в Костанайском районе Костанайской области Казахстана. Административный центр Октябрьского сельского округа. Находится примерно в 17 км к востоку от центра города Костаная. Код КАТО — 395465100.

## Население
В 1999 году население села составляло 1397 человек (665 мужчин и 732 женщины). По данным переписи 2009 года, в селе проживало 1628 человек (782 мужчины и 846 женщин).